# Зоря, Сергей Анатольевич
Сергей Анатольевич Зоря (6 сентября 1972, Димитровград, Ульяновская область, РСФСР, СССР) — российский футболист, защитник и полузащитник.

## Биография
В 1989—1991 был в составе «Торпедо» Москва. Провёл за команду два матча в Кубке федерации 1989 года.
В 1992 году провел 15 товарищеских игр и забил 1 гол за «Спартак» Москва. Был заявлен на чемпионат-1992, но не сыграв ни одной официальной игры, перешёл в «Зенит» Санкт-Петербург. Сыграл за команду два матча и в июле перешёл обратно в «Торпедо», за которое также провёл два матча.
В апреле 1993 года перешёл в московский «Асмарал», сыграл за команду 10 матчей в чемпионате-1993 и один матч — в Кубке России 1993-94. В 1994 году провёл два матча за дублирующий состав в третьей лиге, после этого за профессиональные команды не выступал.